# Italienska ostar

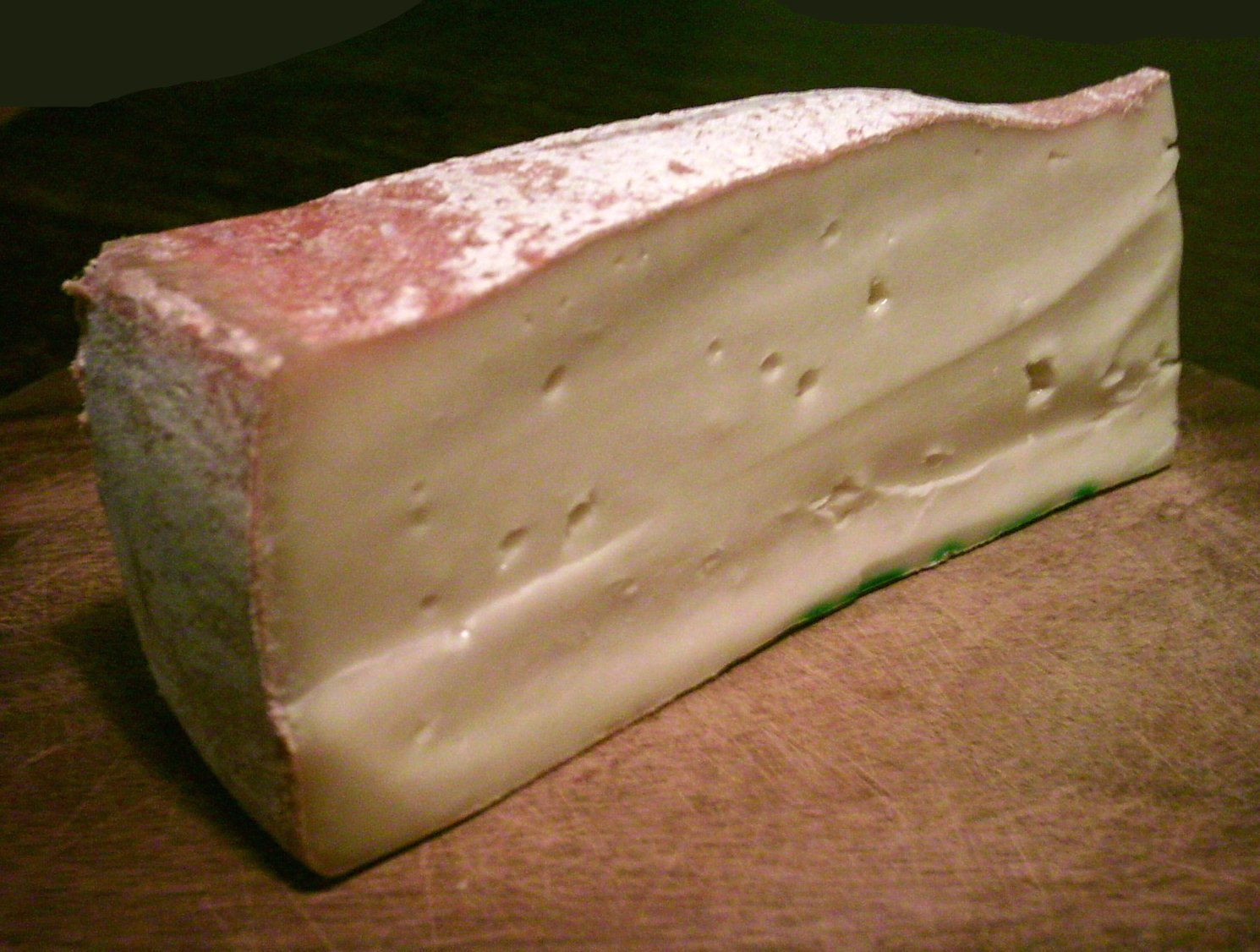
Fontina

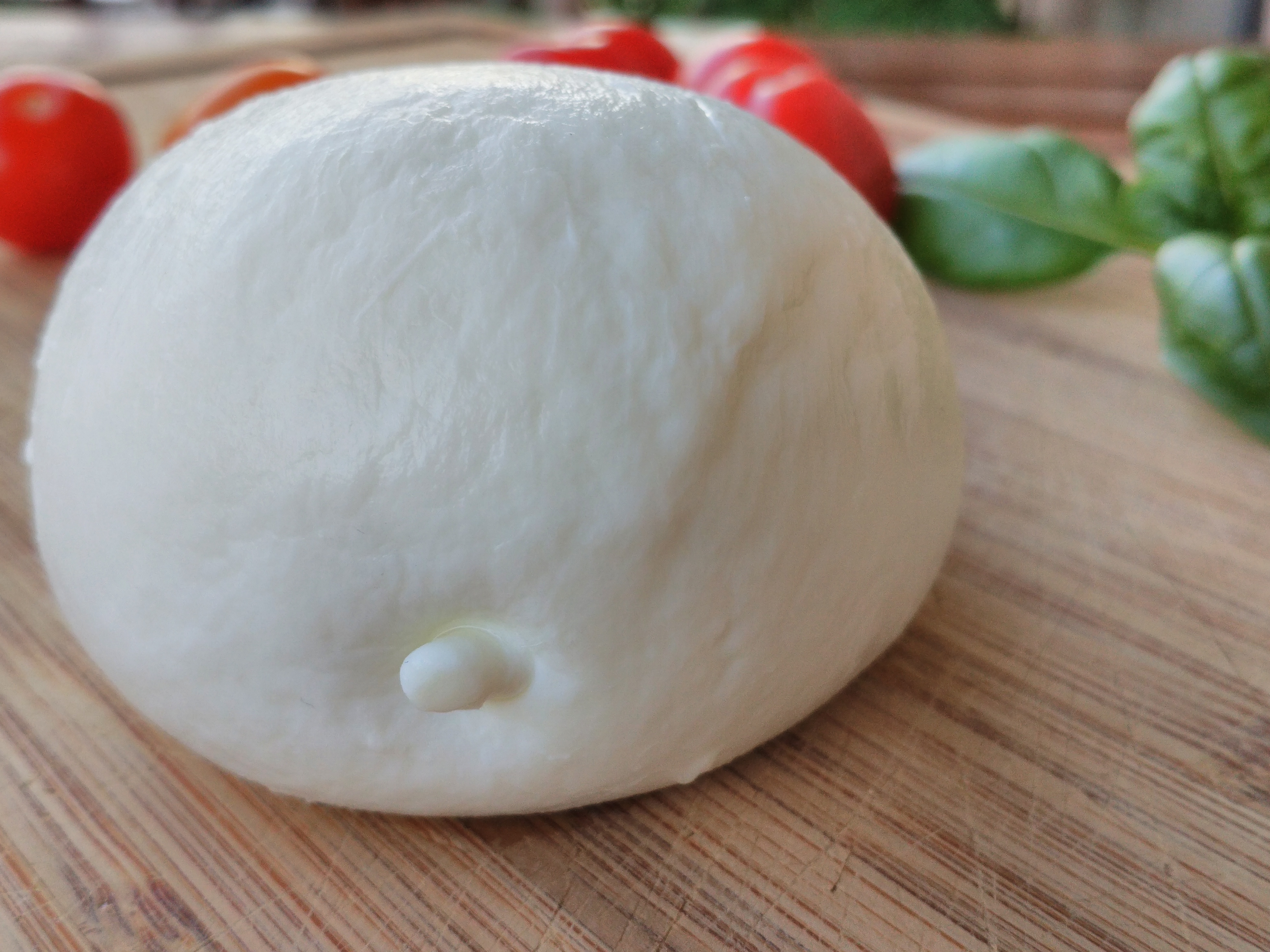
Mozzarella

Denna lista med italienska PDO/DOP-ostar innehåller alla italienska ostar som har status av skyddad ursprungsbeteckning (denominazione di origine protetta, eller DOP/PDO) enligt EU:s regler. Alla de tidigare existerande "DO"-ostar (skyddad under italiensk lag) registrerades i EU som "PDO/DOP"-ostar under 1996. De har den italienska förkortningen PDO (DOP) uppmärkt på osten.
Innan 1996 reglerades många italienska ostar under DO-systemet (denominazione di origine) som uppkom ur 1951 års Stresa-konferens och lagfästes med lag 125/54. Dessa geografiska indikatorer erkändes av ett antal europeiska länder med vilka Italien hade bilaterala avtal. Det internationella ramverket utvecklades, och utökades till andra lantbruksprodukter, genom Lisbon Agreement for the Protection of Appellations of Origin and their International Registration 1958, och dess modifikationer vid mötet i Stockholm 1967. Geografiska indikationer är också skyddade genom TRIPS-överenskommelsen 1994.

## Italienska PDO/DOP-ostar
Listan var aktuell i oktober 2011, enligt den engelska wikisidan.
Följande tabell visar om osten fått DO-status och året när den registrerades för PDO/DOP.
Akronym
- DO: Denominazione di Origine (Ursprungsbenämnning)
- DOP: Denominazione di Origine Protetta (Skyddad ursprungsbeteckning, PDO (Protected Designation of Origin) på engelska)
- DPR: Decreto del Presidente della Repubblica (Presidentdekret)
- DPCM: Decreto del Presidente del Consiglio (Premiärministerdekret)

| namn och varianter                                    | DO     | DOP      | mjölk                                | produktionsområde                              | produktionsområde                                                                                 |
| namn och varianter                                    | DO     | DOP      | mjölk                                | regioner                                       | provinser                                                                                         |
| ----------------------------------------------------- | ------ | -------- | ------------------------------------ | ---------------------------------------------- | ------------------------------------------------------------------------------------------------- |
| Asiago d'allevo "mezzano" d'allevo "vecchio" pressato | 1978   | 19960612 | ko                                   | Trentino-Sydtyrolen                            | Trentino                                                                                          |
| Asiago d'allevo "mezzano" d'allevo "vecchio" pressato | 1978   | 19960612 | ko                                   | Venetien                                       | Padova (delvis), Treviso (delvis), Vicenza                                                        |
| Bitto                                                 | 1995   | 19960702 | 80% ko, resten get                   | Lombardiet                                     | Bergamo, Sondrio                                                                                  |
| Bra dura tenera di Alpeggio                           | 1982   | 19960702 | ko                                   | Piemonte                                       | Cuneo, Turin                                                                                      |
| Burrata di Andria                                     |        | 20161202 | ko, ibland buffel                    | Apulien                                        | (hela regionen)                                                                                   |
| Caciocavallo Silano                                   | 1993   | 1996     | ko                                   | Apulien                                        | Bari, Brindisi, Taranto                                                                           |
| Caciocavallo Silano                                   | 1993   | 1996     | ko                                   | Basilicata                                     | Matera, Potenza                                                                                   |
| Caciocavallo Silano                                   | 1993   | 1996     | ko                                   | Kalabrien                                      | Crotone, Catanzaro, Cosenza                                                                       |
| Caciocavallo Silano                                   | 1993   | 1996     | ko                                   | Kampanien                                      | Avellino, Benevento, Caserta, Neapel                                                              |
| Caciocavallo Silano                                   | 1993   | 1996     | ko                                   | Molise                                         | (hela regionen)                                                                                   |
| Canestrato Pugliese                                   | 1985   | 19960612 | får                                  | Apulien                                        | (hela regionen)                                                                                   |
| Casatella Trevigiana                                  |        | 20080603 | ko                                   | Venetien                                       | Treviso                                                                                           |
| Casciotta d'Urbino                                    | 1982   | 19961113 | 70%–80% får, resten ko               | Marche                                         | Pesaro-Urbino                                                                                     |
| Castelmagno                                           | 1982   | 19960702 | ko får och/eller get (liten del)     | Piemonte                                       | Cuneo                                                                                             |
| Fiore Sardo                                           | 1955   | 19960702 | får                                  | Sardinien                                      | Cagliari, Nuoro, Oristano, Sassari                                                                |
| Fontina                                               | 1955   | 19960612 | ko                                   | Aostadalen                                     | (hela regionen)                                                                                   |
| Formaggella del Luinese                               |        | 20110416 | get                                  | Lombardiet                                     | Varese (alpängar i norr)                                                                          |
| Formaggio di Fossa di Sogliano                        |        | 20091203 | får och/eller ko                     | Emilia-Romagna                                 | Bologna (delvis), Forlì-Cesena, Ravenna, Rimini                                                   |
| Formaggio di Fossa di Sogliano                        | Marche | 20091203 | får och/eller ko                     | Ancona, Ascoli Piceno, Macerata, Pesaro-Urbino |                                                                                                   |
| Formai de Mut från Alta Valle Brembana                | 1985   | 19960612 | ko                                   | Lombardiet                                     | Bergamo                                                                                           |
| Gorgonzola                                            | 1955   | 19960612 | ko                                   | Lombardiet                                     | Bergamo, Brescia, Como, Cremona, Lodi, Milano, Pavia                                              |
| Gorgonzola                                            | 1955   | 19960612 | ko                                   | Piemonte                                       | Novara, Vercelli                                                                                  |
| Grana Padano                                          | 1955   | 19960612 | ko                                   | Emilia-Romagna                                 | Bologna (öster om floden Reno), Ferrara, Forlì-Cesena, Piacenza, Ravenna, Rimini                  |
| Grana Padano                                          | 1955   | 19960612 | ko                                   | Lombardiet                                     | Lodi, Bergamo, Brescia, Como, Cremona, Mantua (norr om Po), Milano, Pavia, Sondrio, Lecco, Varese |
| Grana Padano                                          | 1955   | 19960612 | ko                                   | Piemonte                                       | Alessandria, Asti, Cuneo, Novara, Turin, Vercelli                                                 |
| Grana Padano                                          | 1955   | 19960612 | ko                                   | Trentino-Sydtyrolen                            | Trentino                                                                                          |
| Grana Padano                                          | 1955   | 19960612 | ko                                   | Venetien                                       | Padova, Rovigo, Treviso, Venedig, Verona, Vicenza                                                 |
| Montasio                                              | 1986   | 19960612 | ko                                   | Friuli-Venezia Giulia                          | Gorizia, Pordenone, Trieste, Udine                                                                |
| Montasio                                              | 1986   | 19960612 | ko                                   | Venetien                                       | Belluno, Padova, Treviso, Venedig                                                                 |
| Monte Veronese                                        | 1993   | 19960702 | ko                                   | Venetien                                       | Verona                                                                                            |
| Mozzarella di Bufala Campana                          | 1993   | 19960612 | Italiensk buffel                     | Apulien                                        | Foggia                                                                                            |
| Mozzarella di Bufala Campana                          | 1993   | 19960612 | Italiensk buffel                     | Kampanien                                      | Caserta, Salerno, Neapel, Benevento                                                               |
| Mozzarella di Bufala Campana                          | 1993   | 19960612 | Italiensk buffel                     | Lazio                                          | Frosinone, Latina, Rom                                                                            |
| Mozzarella di Bufala Campana                          | 1993   | 19960612 | Italiensk buffel                     | Molise                                         | kommunen Venafro                                                                                  |
| Mozzarella di Gioia del Colle                         | 1950   | 2020     | ko                                   | Apulien                                        | Bari, Taranto                                                                                     |
| Mozzarella di Gioia del Colle                         | 1950   | 2020     | ko                                   | Basilicata                                     | Matera                                                                                            |
| Murazzano                                             | 1982   | 19960612 | 60%–100% får, resten ko              | Piemonte                                       | Cuneo                                                                                             |
| Nostrano Valtrompia                                   |        | 20120713 | ko                                   | Lombardiet                                     | kommunen Val Trompia                                                                              |
| Ossolano                                              |        | 20171004 | ko                                   | Piemonte                                       | dalen Val d'Ossola                                                                                |
| Parmigiano-Reggiano (Parmesanost)                     | 1955   | 19960612 | ko                                   | Emilia‑Romagna                                 | Bologna (väster om Reno), Reggio Emilia, Modena, Parma                                            |
| Parmigiano-Reggiano (Parmesanost)                     | 1955   | 19960612 | ko                                   | Lombardiet                                     | Mantua (söder om Po)                                                                              |
| Pecorino delle Balze Volterrane                       |        | 20150220 | får                                  | Toscana                                        |                                                                                                   |
| Pecorino di Crotone/Pecorino Crotonese                |        | 20141127 | får                                  | Kalabrien                                      | Crotone                                                                                           |
| Pecorino di Filiano                                   |        | 20071215 | får                                  | Basilicata                                     | Potenza                                                                                           |
| Pecorino di Picinisco                                 |        | 20131119 | får                                  | Lazio                                          | Frosinone                                                                                         |
| Pecorino Romano                                       | 1955   | 19960612 | får                                  | Lazio                                          | Rom                                                                                               |
| Pecorino Romano                                       | 1955   | 19960612 | får                                  | Sardinien                                      | (hela regionen)                                                                                   |
| Pecorino Romano                                       | 1955   | 19960612 | får                                  | Toscana                                        | Grosseto                                                                                          |
| Pecorino Sardo                                        | 1991   | 19960702 | får                                  | Sardinien                                      | Cagliari, Nuoro, Oristano, Sassari                                                                |
| Pecorino Siciliano                                    | 1955   | 19960612 | får                                  | Sicilien                                       | (hela regionen)                                                                                   |
| Pecorino Toscano                                      | 1986   | 19960702 | får                                  | Toscana                                        | Arezzo, Firenze, Grosseto, Livorno, Lucca, Massa-Carrara, Pisa, Pistoia, Prato, Siena             |
| Piacentinu Ennese                                     |        | 20110215 | får                                  | Sicilien                                       | kommunen Enna                                                                                     |
| Piave                                                 |        | 20100522 | ko                                   | Venetien                                       | Belluno                                                                                           |
| Provolone del Monaco                                  |        | 20100211 | ko                                   | Kampanien                                      | Neapel                                                                                            |
| Provolone Valpadana                                   | 1993   | 19960612 | ko                                   | Emilia‑Romagna                                 | Piacenza                                                                                          |
| Provolone Valpadana                                   | 1993   | 19960612 | ko                                   | Lombardiet                                     | Bergamo, Brescia, Cremona, Mantua, Milano                                                         |
| Provolone Valpadana                                   | 1993   | 19960612 | ko                                   | Trentino-Sydtyrolen                            | Trentino                                                                                          |
| Provolone Valpadana                                   | 1993   | 19960612 | ko                                   | Venetien                                       | Padova, Rovigo, Verona, Vicenza                                                                   |
| Puzzone di Moena/Spretz Tzaorì                        |        | 20131119 | ko                                   | Trentino-Sydtyrolen                            | kommunen Moena, Soledalen, distrikten Val di Fiemme och Valle di Primiero                         |
| Quartirolo Lombardo                                   | 1993   | 19960612 | ko                                   | Lombardiet                                     | Bergamo, Brescia, Como, Cremona, Lodi, Milano, Pavia, Varese                                      |
| Ragusano                                              | 1995   | 19960702 | ko                                   | Sicilien                                       | Ragusa, Syrakusa                                                                                  |
| Raschera                                              | 1982   | 19960702 | ko, valfritt får och/eller get       | Piemonte                                       | Cuneo                                                                                             |
| Ricotta Romana                                        |        | 2005     | får                                  | Lazio                                          | (hela regionen)                                                                                   |
| Robiola di Roccaverano                                | 1979   | 19960702 | max 85% ko, resten får och/eller get | Piemonte                                       | Alessandria, Asti                                                                                 |
| Salva Cremasco                                        |        | 20111223 | ko                                   | Lombardiet                                     | Bergamos, Brescias och Cremascos lågländer                                                        |
| Silter                                                |        | 20150929 | ko                                   | Lombardiet                                     | dalen Val Camonica och runt Iseosjön                                                              |
| Spressa delle Giudicarie                              |        | 20031223 | ko                                   | Trentino-Sydtyrolen                            | västra Trentino                                                                                   |
| Squacquerone di Romagna                               |        | 20120725 | ko                                   | Emilia-Romagna                                 | Forlì-Cesena, Ravenna, Rimini                                                                     |
| Stelvio (ost) eller Stilfser                          |        | 20070216 | ko                                   | Trentino-Sydtyrolen                            | Sydtyrolen                                                                                        |
| Strachitunt                                           |        | 20140314 | ko                                   | Lombardiet                                     | dalen Val Taleggio                                                                                |
| Taleggio                                              | 1988   | 19960612 | ko                                   | Lombardiet                                     | Bergamo, Brescia, Como, Cremona, Lodi, Milano, Pavia                                              |
| Taleggio                                              | 1988   | 19960612 | ko                                   | Piemonte                                       | Novara                                                                                            |
| Taleggio                                              | 1988   | 19960612 | ko                                   | Venetien                                       | Treviso                                                                                           |
| Toma Piemontese                                       | 1993   | 19960702 | ko                                   | Piemonte                                       | Alessandria, Asti, Biella, Cuneo, Novara, Turin, Vercelli                                         |
| Valle d'Aosta Fromadzo (or Vallée d'Aoste Fromadzo)   | 1995   | 19960612 | ko                                   | Aostadalen                                     | (hela regionen)                                                                                   |
| Valtellina Casera                                     | 1995   | 19960702 | ko                                   | Lombardiet                                     | Sondrio                                                                                           |
| Vastedda della valle del Belìce                       |        | 20101029 | får                                  | Sicilien                                       | Agrigento (delvis), Trapani (delvis), Palermo (delvis)                                            |

## Bildgalleri

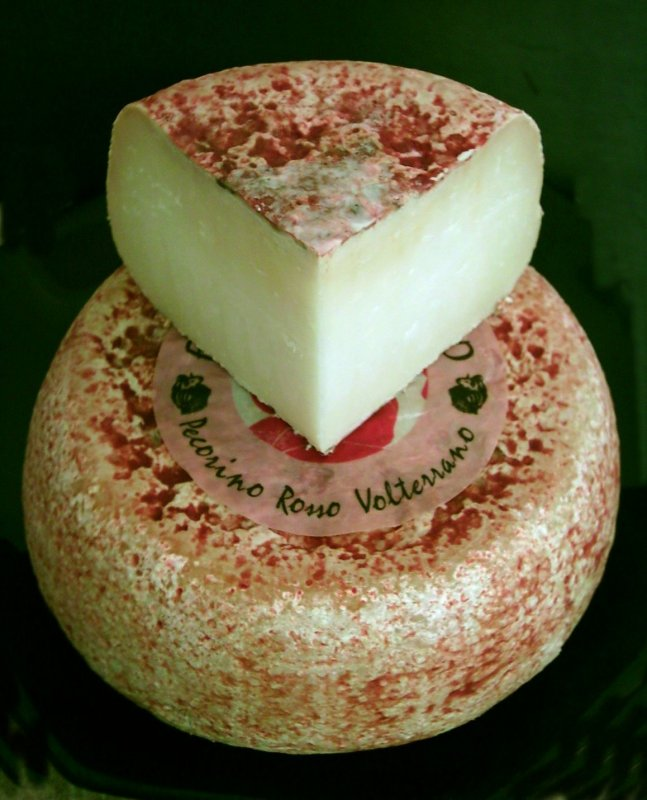
Pecorino Rosso
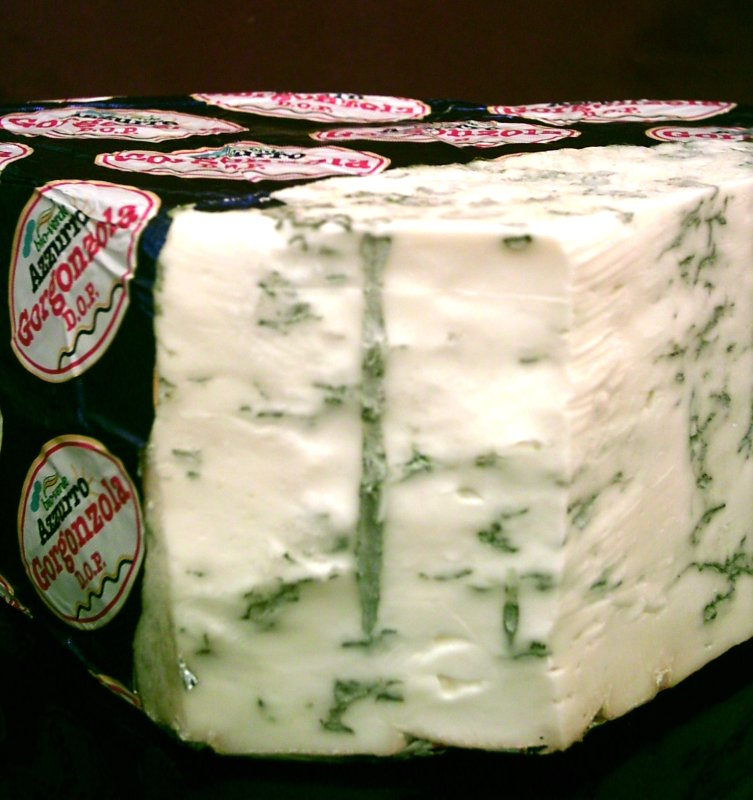
Gorgonzola
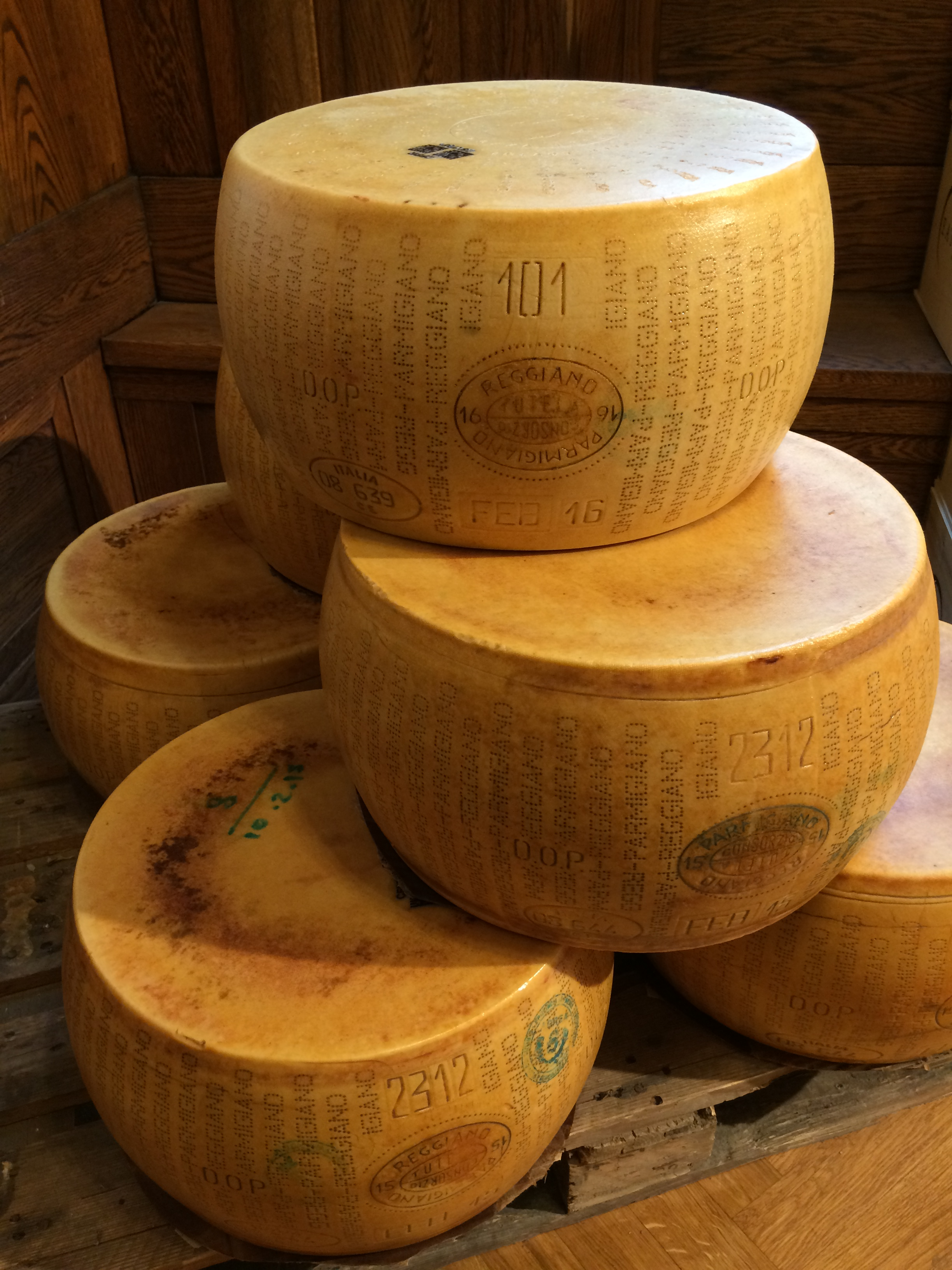
Parmigiano-Reggiano
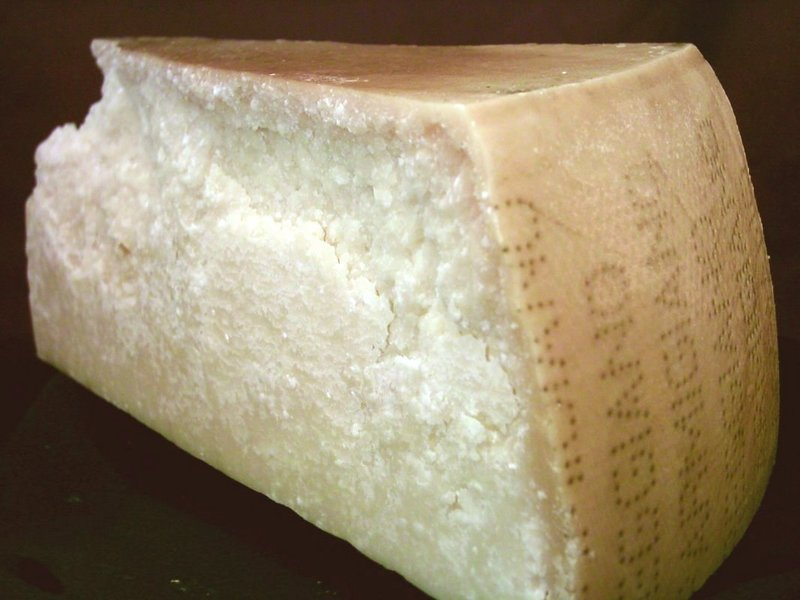
Parmigiano-Reggiano
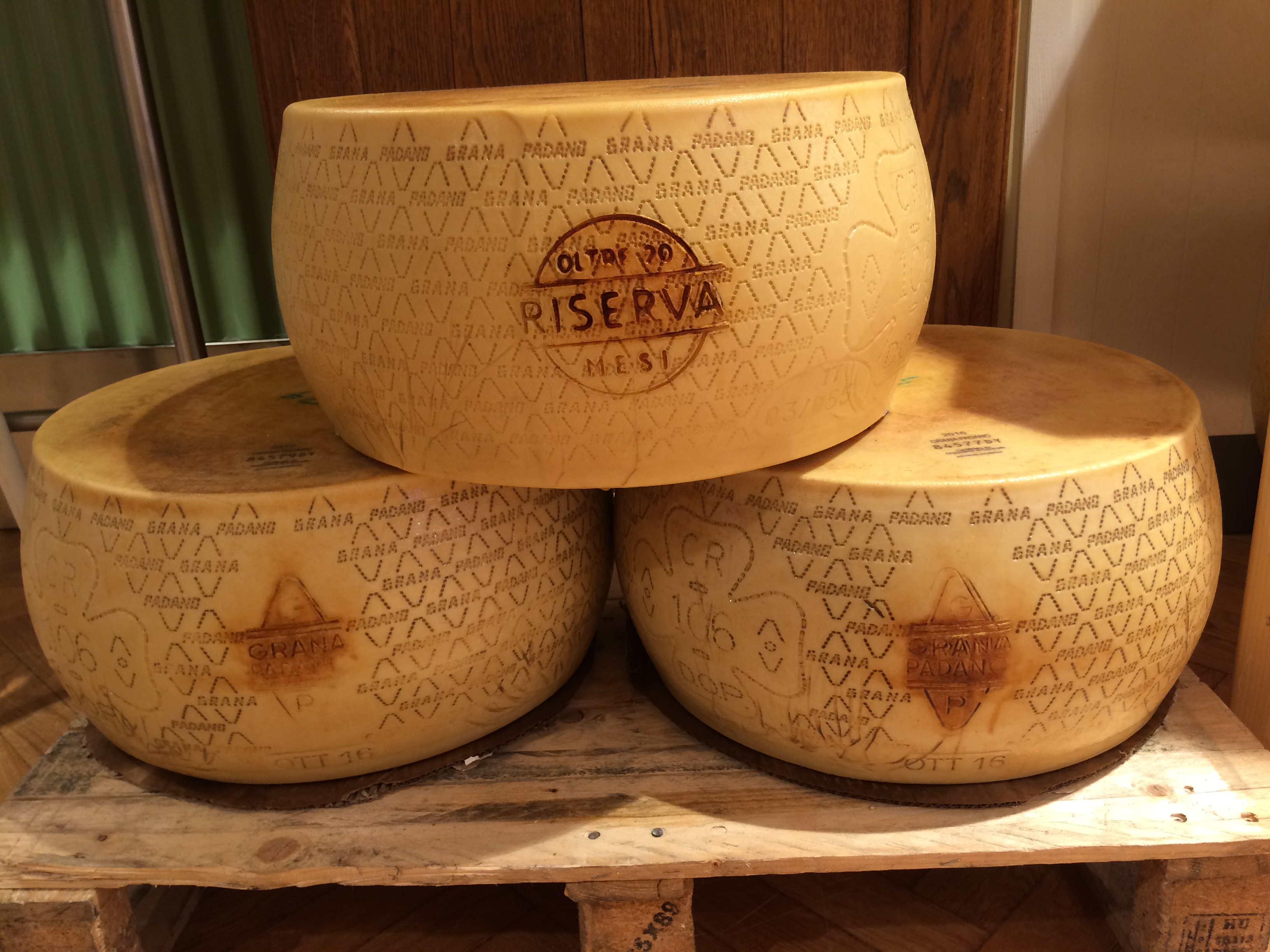
Grana Padano